# Bolyeridae
Bolyeridae Hoffstetter, 1946 è una famiglia di serpenti che comprende due sole specie, entrambe endemiche di Round Island (Mauritius)

## Tassonomia
- Bolyeria Gray, 1842 †
  - Bolyeria multocarinata (Boie, 1827) - boa fossorio di Round Island †
- Casarea Gray, 1842
  - Casarea dussumieri (Schlegel, 1837) - boa terrestre di Round Island